# Маклин, Чарльз (актёр)

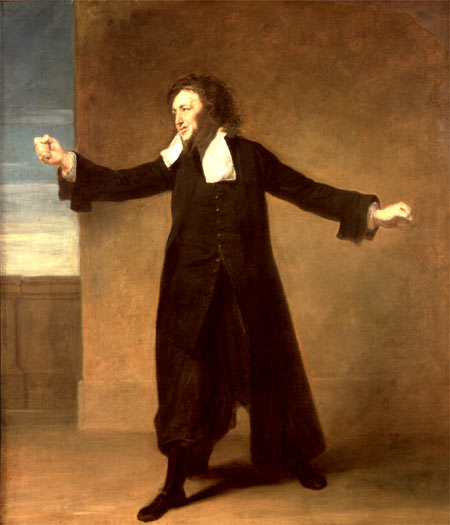
Чарльз Маклин в роли Шейлока. 1767—1768 г.

Чарльз Маклин (англ. Charles Macklin; 26 сентября 1690, Инишоуэн, Ирландия — 11 июля 1797, Лондон) — британско-ирландский актёр и драматург.

## Биография

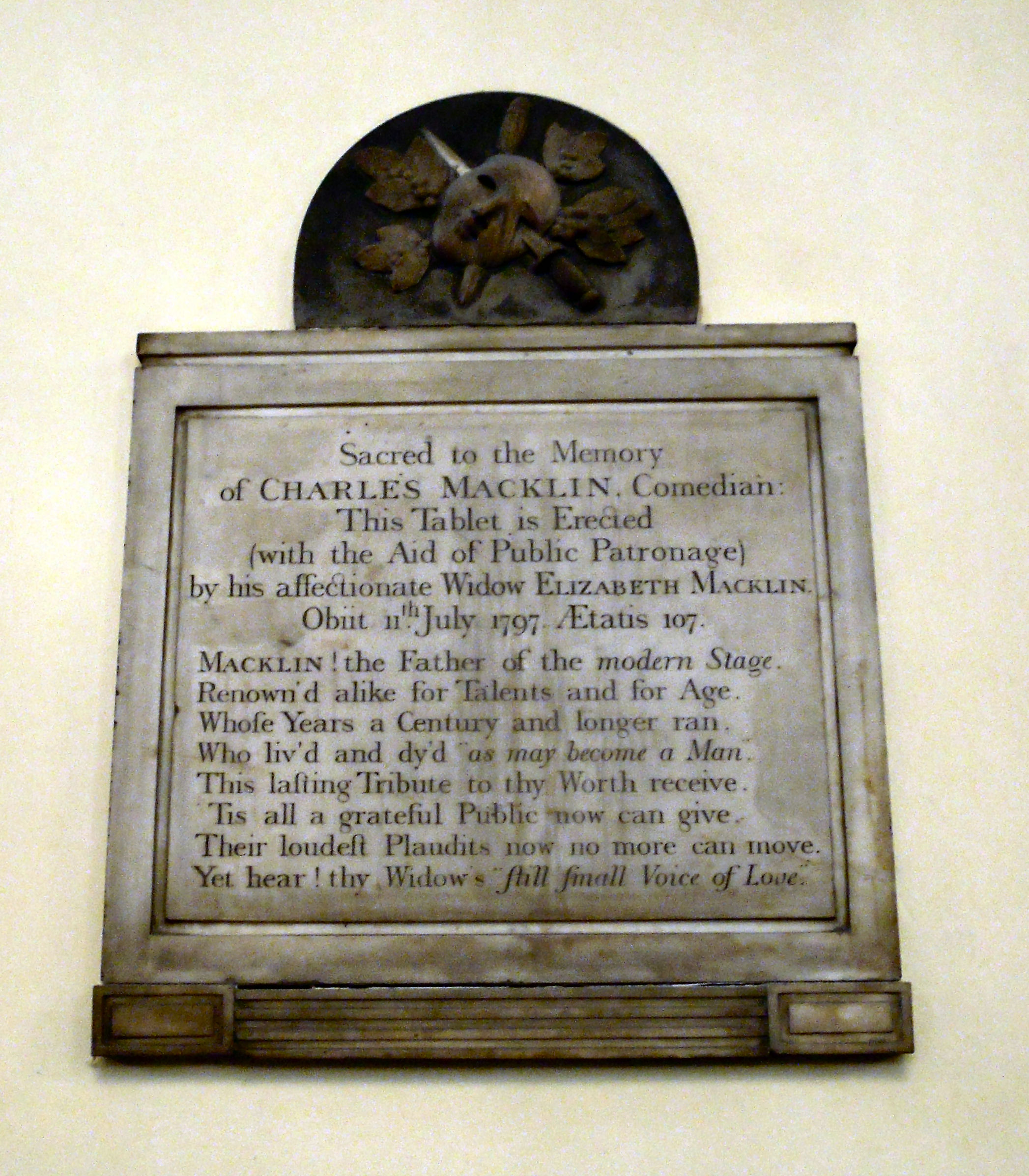
Мемориальная доска Чарльзу Маклину на стене Церкви Святого Павла (Ковент-Гарден)

Начинал как актёр одной из бродячих трупп, выступающих в Британии. Поначалу играл эпизодические роли, препятствием к его успеху был ирландский акцент.
В 1725 дебютировал на сцене Лондонского театра «Линкольнс Инн Филдс». В 1733 году стал актёром театра «Друри-Лейн» (Лондон), исполнял характерные комические роли.
В 1741 сыграл роль Шейлока в «Венецианском купце» Шекспира, ставшую одной из самых значительных его работ. Шейлок в интерпретации Ч. Маклин из комического персонажа превратился в героя высокой трагедии (трактовка была позднее воспринята романтиками). Выступал в этой роли более 40 лет.
Ч. Маклина отличала естественная манера игры — в этом он противостоял приверженцам классицизма, их манере декламации (великий актёр Британии Д. Гаррик продолжил и развил эту традицию). Среди других ролей в произведениях Шекспира: Отелло, Макбет, Призрак отца Гамлета («Отелло», «Макбет», «Гамлет»). В 1772 г. играя Макбета в Королевском театре Ковент-Гарден, он использовал исторический шотландский костюм (новшество для театра того времени).
Позже в Лондоне открыл школу, где успешно занимался преподавательской деятельностью.
Автор нескольких пьес, шедших с разным успехом, в том числе: «Модная любовь» («Love à la Mode», 1759, впервые поставлена в «Друри-Лейн»), «Школа для мужей или Замужняя Либертина» («The School for Husbands, or The Married Libertine», 1761), «Истинный ирландец» («The True-Born Irishman», 1763) и «Человек мира» («The man of the world», 1781, впервые поставлена в «Ковент-Гарден»).
Оставил сцену в 1789.
Умер в 1797 г. Его жена указала годом его рождения 1690 г., что может свидетельствовать о том, что Ч. Маклин прожил 107 лет, но подтверждения этой информации не найдено.

## Интересные факты жизни
Ч. Маклин жил бурной жизнью, часто участвовал в судебных процессах, иногда выступая в защите себя самого в качестве адвоката. В 1735 году он поссорился с другим актёром по имени Томас Халлам, которого случайно убил, ткнув тростью в глаз жертвы. Актёры спорили над формой парика, в ходе репетиции нового фарса «Trick for Trick». Инцидент произошёл в сценарной комнате Королевского театра Друри-лейн при многих свидетелях и Маклин, после внезапного приступа агрессии, извинился и договорился с врачом, который посетил Халлама. К несчастью, трость глубоко пронзила глаз Халлама и вошла в мозг, бедняга умер на следующий день. Ч. Маклин был судим за убийство, сам вёл свою собственную защиту и, хотя и не добился оправдания, избежал обвинения в непредумышленном убийстве. Наказанием за непредумышленное убийство было нанесение тавра в виде буквы «М» на руку, к этому периоду не раскалённым, а холодным железом, хотя нет никаких доказательств того, что это было проделано с Маклиным.

## Семья
В 1739 году женился на Энн Грайс, из-за которой оставил католическую веру. Его дочь, Мэри Маклин (ум. 1781) также была артисткой. Энн умерла в декабре 1758 г., и через год Ч. Маклин женился во второй раз на Элизабет Джонс.